# Championnats d'Europe de pentathlon moderne 2015
Navigation
Édition précédente Édition suivante
Les championnats d'Europe de pentathlon moderne 2015 se tiennent à Bath au Royaume-Uni.

## Podiums

### Hommes
| Épreuves    | Or                                                            | Or       | Argent                                                      | Argent   | Bronze                                             | Bronze   |
| ----------- | ------------------------------------------------------------- | -------- | ----------------------------------------------------------- | -------- | -------------------------------------------------- | -------- |
| Individuel  | Arthur Lanigan O'Keeffe                                       | 1487 pts | Valentin Prades                                             | 1476 pts | Riccardo De Luca                                   | 1475 pts |
| Par équipes | France- Valentin Prades - Valentin Belaud - Christopher Patte | 4384 pts | Russie- Egor Puchkarevskiy - Aleksander Lesun - Ilia Frolov | 4354 pts | Tchéquie- Jan Kuf - David Svoboda - Ondřej Polívka | 4348 pts |
| Relais      | Ukraine- Yuri Fedechko - Dmytro Kirpulianski                  | 1472 pts | Hongrie- István Málits - Bence Harangozó                    | 1466 pts | Italie- Valerio Grasselli - Tullio De Santis       | 1459 pts |

### Femmes
| Épreuves    | Or                                                           | Or       | Argent                                                       | Argent   | Bronze                                                  | Bronze   |
| ----------- | ------------------------------------------------------------ | -------- | ------------------------------------------------------------ | -------- | ------------------------------------------------------- | -------- |
| Individuel  | Laura Asadauskaitė                                           | 1371 pts | Élodie Clouvel                                               | 1368 pts | Lena Schöneborn                                         | 1361 pts |
| Par équipes | Royaume-Uni- Freyja Prentice - Kate French - Samantha Murray | 3960 pts | Allemagne- Annika Schleu - Lena Schöneborn - Janine Kohlmann | 3929 pts | Italie- Claudia Cesarini - Alice Sotero - Gloria Tocchi | 3926 pts |
| Relais      | Allemagne- Lena Schöneborn - Annika Schleu                   | 1397 pts | Russie- Ekaterina Khuraskina - Svetlana Lebedeva             | 1372 pts | Lituanie- Lina Batulevičiūtė - Emilija Serapinaitė      | 1359 pts |

### Mixtes
| Épreuves | Or                                          | Or       | Argent                                       | Argent   | Bronze                                        | Bronze   |
| -------- | ------------------------------------------- | -------- | -------------------------------------------- | -------- | --------------------------------------------- | -------- |
| Relais   | Italie- Valerio Grasselli - Camilla Lontano | 1464 pts | Biélorussie- Ilya Palazkov - Katsiaryna Arol | 1448 pts | Russie- Aleksander Kukarin - Donata Rimshayte | 1445 pts |

## Tableau des médailles
| Rang  | Nation      | Or | Argent | Bronze | Total |
| ----- | ----------- | -- | ------ | ------ | ----- |
| 1     | France      | 1  | 2      | 0      | 3     |
| 2     | Allemagne   | 1  | 1      | 1      | 3     |
| 3     | Italie      | 1  | 0      | 3      | 4     |
| 4     | Lituanie    | 1  | 0      | 1      | 2     |
| 5     | Irlande     | 1  | 0      | 0      | 1     |
| 5     | Royaume-Uni | 1  | 0      | 0      | 1     |
| 5     | Ukraine     | 1  | 0      | 0      | 1     |
| 8     | Russie      | 0  | 2      | 1      | 3     |
| 9     | Biélorussie | 0  | 1      | 0      | 1     |
| 9     | Hongrie     | 0  | 1      | 0      | 1     |
| 11    | Tchéquie    | 0  | 0      | 1      | 1     |
| Total | Total       | 7  | 7      | 7      | 21    |